# Benedikt Litwerig
Benedikt Simon Litwerig SOCist (* 1655 in Wogau, Böhmen; † 25. April 1726 in Ossegg, Böhmen) war ein Abt des Zisterzienserklosters Ossegg in Nordböhmen.

## Wirken
Nach seiner Priesterweihe wurde er Propst des Frauenklosters Mariensaal in Altbrünn und Philosophieprofessor in Prag. Abt 1699 wurde er Generalvikar für Böhmen.
Kurz nach seiner Wahl zum Abt im Jahr 1691 macht sich Benedikt Litwerig an die Umsetzung eines Bauplanes zur Neugestaltung der Ossegger Abtei. Während sich sein Vorgänger Laurentius Scipio mit der partiellen Wiederherstellung bzw. Instandhaltung der Gebäude begnügen musste, verfolgte Litwerig ein umfassendes Konzept. Der relativ schnelle Baubeginn nach Scipios Tod spricht dafür, dass Litwerig noch zu Lebzeiten seines (kranken) Vorgängers den Plan ausarbeitete bzw. ausarbeiten ließ, um ihn nach seiner Abtswahl aus der Schublade zu holen und umzusetzen. Bezeichnenderweise begann der ›Ökonom‹ und Zisterzienserabt mit dem Bau neuer Wirtschaftsgebäude und nicht mit der Kirche, deren Errichtung erst 20 Jahre später in Angriff genommen wurde.
Im Jahr 1726 verstarb Benedikt Litwerig in Ossegg, wo er in einer Seitenkapelle der Ossegger Klosterkirche begraben wurde.